# Benicarló Futbol Sala
El Benicarló Futbol Sala és un equip valencià de futbol sala fundat el 1996, amb el nom de Futbol Sala Baix Maestrat i que va ascendir a Divisió d'Honor en la temporada 2003/2004. El 13 de febrer de 2012, el club anunciava el seu abandó de la competició a causa dels deutes i la manca de fons per cobrir-los.

## Palmarés
- Campió Copa de la Lliga de Primera A 98/99
- Campió Divisió de plata 01/02, 02/03, 03/04
- Copa Generalitat 02/03